# Merton Howard Miller
Merton Howard Miller (Boston, 16 de Maio de 1923 — Chicago, 3 de Junho de 2000) foi um economista estadunidense.
Foi laureado com o Prémio de Ciências Económicas em Memória de Alfred Nobel de 1990.